# 斯科茨維爾 (印地安納州)
斯科茨維爾（英語：Scottsville）是位於美國印地安納州弗洛伊德縣的一個非建制地區。